# Klubi Sportiv Tomori Berat
El Klubi Sportiv Tomori Berat és un club de futbol albanès de la ciutat de Berat.

## Història
Evolució del nom:
- 1923: KS Tomori Berat, fusió de Shpiragu i Tomori
- 1931: Muzeka Berat
- 1936: KS Tomori Berat
- 1949: FK Berat
- 1950: Puna Berat
- 1957: KS Tomori Berat